# Joaquim Piqué i Calvo
Joaquim Piqué i Calvo (* 1. Januar 1970 in Monistrol de Montserrat) ist ein katalanischer Chor- und Orchesterleiter. Er war von 2000 bis 2007 Leiter der Escolania de Montserrat.

## Leben und Werk
Joaquim Piqué i Calvo begann seine musikalische Ausbildung als 10-Jähriger an der Escola de Montserrat und verblieb dort zunächst bis in sein 14. Lebensjahr. Er studierte dann an den Konservatorien von Badalona und Manresa. Seit 1990 studierte er Dirigieren bei Francesc Llongueras. Zur selben Zeit nahm er an Dirigierkursen von Eric Ericson teil, die dieser in Barcelona gab.
Von 2000 bis 2007 leitete er die Escolania de Montserrat. Piqué war der Leiter der Unió Musical del Bages, des Orfeó Manresà, des Orfeó Monistrolenc, des Cor de la passió d'Olesa de Montserrat, Sänger und stellvertretender Leiter des Cor de Cambra del Palau de la Música Catalana (Kammerchor des Palau de la Música Catalana) und Direktor des Orquestra de Flautes de Barcelona (Flötenorchester von Barcelona). Seit August 2017 leitet Piqué die Chorschule des Teatro del Lago in Frutillar im chilenischen Patagonien. Hier hat er mittlerweile einen professionellen Kammerchor aufgebaut und den Amateurchor deutlich weiterentwickelt.